# 다카하시 미스즈
다카하시 미스즈(高橋美鈴, たかはし みすず, 1971년 11월 25일 ~ 일본 홋카이도 무로란시)은 일본의 언론인이자 NHK 소속의 여성 아나운서이다. 신장은 169CM이다.

## 생애
타카하시 미스즈(高橋美鈴) 아나운서는 1971년 11월 25일 일본 홋카이도 무로란시 출생으로 홋카이도 무로란 사카에 고등학교(北海道室蘭栄高等学校)를 졸업하고 도쿄도 분쿄구에 있는 도쿄대학교 교육학부와 대학원 교육학 연구과를 졸업했다.

## 입사 이후
다카하시 미스즈(高橋美鈴) 아나운서는 졸업 후 1994년에 NHK에 입사했다. 그녀는 첫 발령지로 고향인 홋카이도에 NHK 삿포로 방송국에서 아나운서로써의 시작을 했다. 그녀는 입사 초반에는 홋카이도 뉴스와 리포트를 했었다. 그러다가 2000년 4월 개편에 따라 도쿄도에 NHK 방송 센터 아나운서실로 옮겼다. 그녀는 2000년 4월부터 2013년 3월까지 무려 12년 11개월 동안 있었다. 그녀는 2000년 4월부터 2002년 3월까지 1년 11개월간 수도권 생생 와이드를 진행했고 2002년 4월부터 2006년 3월까지 무려 3년 11개월 동안 NHK 뉴스 오하요 일본에 평일 오전 7시 진행을 했었다. 그리고 2000년 8월 8일부터 18일까지 잠시 수도권 네트워크를 진행했었다. 그 이후에 NHK 스페셜에서 2006년 4월 2일부터 4일까지 3부작으로 다큐멘터리 북한의 나레이션을 했었다. 2011년 4월부터 2013년 3월까지 1년 11개월간 신일본풍토기 나레이션을 했었다. 그러다가 2013년 4월 개편에 따리 다시 고향인 NHK 삿포로 방송국으로 옮겼다. 그녀는 2차로 홋카이도 활동시절에 2013년 4월부터 2017년 3월까지 3년 11개월 동안 NHK 뉴스 오하요 훗카이도 메인진행을 했다. 그 이후 상쾌한 자연백경 나레이션을 했고 2018년 9월 9일 NHK 스페셜 (긴급 보고 홋카이도 격진) 나레이션을 했었다. 다시 2017년 4월 개편에 따라 다시 NHK 방송 센터로 다시 옮기면서 2017년 4월 3일부터 2019년 3월 31일까지 NHK 교육 텔레비전에 일요미술관을 진행했었다가 2019년 4월 개편에 따라 NHK 고후 방송국으로 발령을 받아 현재 활동하고 있다. 현재 그녀는 NHK 고후 방송국에서 아나운서 총괄팀장을 맡으면서 고후시를 비롯한 야마나시현 지역 뉴스와 NHK 고후 방송국에서 제작한 프로그램 편성책임도 하고 있다. 이 밖에도 엄밀하게는 프로그램이 아니지만, 콜사인 아나운싱(방송 개시·종료 시)도 담당하고 있다.

## 에피소드
- 최초의 삿포로 방송국 근무시절 NHK직원과 결혼했다.
- 도쿄 에서는 주부로서의 입장을 구매받아 보도·생활정보 프로그램에서 기용되고 있었지만, 그 후 예술·버라이어티 프로그램 담당으로 시프트했다.
- 그녀의 아버지는 일본제철 무로란 제철소에서 근무를 했었다.
- 취미는 기모노, 여행이다.
- 2016년 4월애 고향인 무로란시에서 무로란 홍보 대사로 위촉했다.